# 佩德湖钜蚓
佩德湖钜蚓（学名:Hypolimnus pedderensis）是澳大利亚塔斯马尼亚州佩德湖特有及已灭绝的一种蚯蚓。其仅有一具在1971年于佩德湖湖岸所采集的模式标本。1972年，该地区因为水力发电站的建立而被淹没。于1996年对其展开的勘探和研究也未能发现它们。它们可能因为失去栖息地而灭绝。